# Ambulyx matti
Ambulyx matti là một loài bướm đêm thuộc họ Sphingidae. Nó được tìm thấy ở Ấn Độ.